# Hydraecia
Hydraecia is een geslacht van nachtvlinders uit de familie Noctuidae.

## Soorten
- H. amurensis Staudinger, 1892
- H. arnymai Dyar, 1913
- H. burkhana (Alphéraky, 1892)
- H. butleri Leech, 1900
- H. cervago Eversmann, 1844
- H. columbia Barnes & Benjamin, 1924
- H. immanis Guenée, 1852
- H. intermedia Barnes & Benjamin, 1924
- H. lampadifera Walker, 1865
- H. medialis Smith, 1894
- H. micacea

Aardappelstengelboorder Esper, 1789
- H. mongoliensis Urbahn, 1967
- H. naxiaoides Moore, 1867
- H. nordstroemi Horke, 1952
- H. obliqua Harvey, 1876
- H. osseola Staudinger, 1882
- H. pallescens Smith, 1899
- H. perobliqua Hampson, 1910
- H. petasitis

Groot-hoefbladboorder (Doubleday, 1847)
- H. songariae Alphéraky, 1882
- H. stramentosa Guenée, 1852
- H. terminata Varga & Ronkay, 1991
- H. ultima Holst, 1965
- H. ximena Barnes & Benjamin, 1924